# Fosducin
Fosducin, takođe poznat kao PDC, je ljudski protein i gen. On pripada fosducin familiji of proteina.
Ovaj gen kodira fosfoprotein, koji je lociran u vanjski i unutarnji segmentima štapićastih ćelija mrežnjače. Ovaj protein može da sudeluje u regulaciji vizuelne fototransdukcije  ili u integraciji fotoreceptorskog metabolizama. On modulira fototransdukcionu kaskadu putem interakcije sa beta i gama podjedinicama retinalnog G-proteina transducina. Vezivanjem za te dve podjedinice transducin će ostati vezan za alfa podjedinicu duže. To produžava trajanje vizuelne pobude.
Ovaj gen je potencijalni kandidat za retinitis pigmentosa i Ušerov sindrom tipa II. Alternativno splajsovane transkriptne varijante koje kodiraju različite izoforme su bile identifikovane.

## Literatura
- Abe T; Nakabayashi H; Tamada H;  . (1990). „Analysis of the human, bovine and rat 33-kDa proteins and cDNA in retina and pineal gland.”. Gene. 91 (2): 209—15. PMID 2210381. doi:10.1016/0378-1119(90)90090-E.
- Watanabe Y, Kawasaki K, Miki N, Kuo CH (1990). „Isolation and analysis of the human MEKA gene encoding a retina-specific protein.”. Biochem. Biophys. Res. Commun. 170 (2): 951—6. PMID 2383274. doi:10.1016/0006-291X(90)92183-Z.
- Lee RH, Brown BM, Lolley RN (1990). „Protein kinase A phosphorylates retinal phosducin on serine 73 in situ.”. J. Biol. Chem. 265 (26): 15860—6. PMID 2394752.
- Hawes BE; Touhara K; Kurose H;  . (1994). „Determination of the G beta gamma-binding domain of phosducin. A regulatable modulator of G beta gamma signaling.”. J. Biol. Chem. 269 (47): 29825—30. PMID 7961975.
- Abe T, Kikuchi T, Shinohara T (1994). „The sequence of the human phosducin gene (PDC) and its 5'-flanking region.”. Genomics. 19 (2): 369—72. PMID 8188267. doi:10.1006/geno.1994.1072.
- Sparkes RS; Lee RH; Shinohara T;  . (1994). „Assignment of the phosducin (PDC) gene to human chromosome 1q25-1q32.1 by somatic cell hybridization and in situ hybridization.”. Genomics. 18 (2): 426—8. PMID 8288249. doi:10.1006/geno.1993.1490.
- Ding C; Li X; Griffin CA;  . (1994). „The gene for human phosducin (PDC), a soluble protein that binds G-protein beta gamma dimers, maps to 1q25-q31.1.”. Genomics. 18 (2): 457—9. PMID 8288259. doi:10.1006/geno.1993.1501.
- Boekhoff I; Touhara K; Danner S;  . (1997). „Phosducin, potential role in modulation of olfactory signaling.”. J. Biol. Chem. 272 (7): 4606—12. PMID 9020189. doi:10.1074/jbc.272.7.4606.
- Barhite S, Thibault C, Miles MF (1998). „Phosducin-like protein (PhLP), a regulator of G beta gamma function, interacts with the proteasomal protein SUG1.”. Biochim. Biophys. Acta. 1402 (1): 95—101. PMID 9551090. doi:10.1016/S0167-4889(97)00141-9.
- Zhu X, Craft CM (1998). „Interaction of phosducin and phosducin isoforms with a 26S proteasomal subunit, SUG1.”. Mol. Vis. 4: 13. PMID 9701609.
- Craft CM; Xu J; Slepak VZ;  . (1998). „PhLPs and PhLOPs in the phosducin family of G beta gamma binding proteins.”. Biochemistry. 37 (45): 15758—72. PMID 9843381. doi:10.1021/bi980921a.
- Carpten JD; Makalowska I; Robbins CM;  . (2000). „A 6-Mb high-resolution physical and transcription map encompassing the hereditary prostate cancer 1 (HPC1) region.”. Genomics. 64 (1): 1—14. PMID 10708513. doi:10.1006/geno.1999.6051.
- Zhu X, Craft CM (2000). „The carboxyl terminal domain of phosducin functions as a transcriptional activator.”. Biochem. Biophys. Res. Commun. 270 (2): 504—9. PMID 10753654. doi:10.1006/bbrc.2000.2414.
- Zhu X, Craft CM (2000). „Modulation of CRX transactivation activity by phosducin isoforms.”. Mol. Cell. Biol. 20 (14): 5216—26. PMC 85970 . PMID 10866677. doi:10.1128/MCB.20.14.5216-5226.2000.
- Ruiz-Gómez A; Humrich J; Murga C;  . (2000). „Phosphorylation of phosducin and phosducin-like protein by G protein-coupled receptor kinase 2.”. J. Biol. Chem. 275 (38): 29724—30. PMID 10884381. doi:10.1074/jbc.M001864200.
- Nakano K; Chen J; Tarr GE;  . (2001). „Rethinking the role of phosducin: light-regulated binding of phosducin to 14-3-3 in rod inner segments.”. Proc. Natl. Acad. Sci. U.S.A. 98 (8): 4693—8. PMC 31896 . PMID 11287646. doi:10.1073/pnas.071067198.
- Thulin CD; Savage JR; McLaughlin JN;  . (2001). „Modulation of the G protein regulator phosducin by Ca2+/calmodulin-dependent protein kinase II phosphorylation and 14-3-3 protein binding.”. J. Biol. Chem. 276 (26): 23805—15. PMID 11331285. doi:10.1074/jbc.M101482200.
- Wistow G; Bernstein SL; Wyatt MK;  . (2002). „Expressed sequence tag analysis of human retina for the NEIBank Project: retbindin, an abundant, novel retinal cDNA and alternative splicing of other retina-preferred gene transcripts.”. Mol. Vis. 8: 196—204. PMID 12107411.
- Strausberg RL; Feingold EA; Grouse LH;  . (2003). „Generation and initial analysis of more than 15,000 full-length human and mouse cDNA sequences.”. Proc. Natl. Acad. Sci. U.S.A. 99 (26): 16899—903. PMC 139241 . PMID 12477932. doi:10.1073/pnas.242603899.
- Margulis A; Dang L; Pulukuri S;  . (2002). „Presence of phosducin in the nuclei of bovine retinal cells.”. Mol. Vis. 8: 477—82. PMID 12500174.